# Grave (Buffy the Vampire Slayer)
Grave (Sepulcro en América latina y Dos para la tumba (II) en España) es el vigésimo segundo episodio de la sexta temporada de la serie de televisión estadounidense Buffy la cazavampiros. El episodio fue escrito por David Fury y dirigido por James A. Cotner.
Giles regresa de Inglaterra en un intento de detener a Willow, pero al final es un viejo amigo que entiende su dolor y la detiene de destruir el mundo. 

## Argumento
La Willow oscura (Alyson Hannigan), sorprendida por la repentina e inesperada llegada de un Giles (Anthony Stewart Head) mágico, intenta atacarlo pero este le lanza un hechizo que bloquea sus poderes. El Vigilante acaba abrazando a Buffy (Sarah Michelle Gellar) y a Anya (Emma Caulfield). En la sala de entrenamiento, Giles le dice a Buffy que un poderoso aquelarre de Inglaterra le habló del poder oscuro que se estaba formando en Sunnydale. Uno de los videntes le contó lo de Tara y el aquelarre le ofreció su poder y lo envió para detener a Willow. Buffy le explica que Willow es adicta a la magia, que Xander dejó a Anya en el altar, que Anya es un demonio de nuevo, Dawn cleptómana y que ella se ha estado acostando con Spike. Giles algo sorprendido y sin poder evitarlo rompe en risas, contagiando inmediatamente a Buffy.
Willow persuade telepáticamente a Anya para librarla del hechizo que la aprisiona y ataca a Giles y a Buffy, obligando al Inglés a enfrentarla una vez más. Xander (Nicholas Brendon) y Dawn (Michelle Trachtenberg) siguen con los que quedan del trío por las calles de Sunnydale.
En África, Spike (James Marsters) sale victorioso al derrotar y asesinar a otro oponente en una lucha. Pero al terminar comienza una nueva prueba en la que comienza a ser cubierto de numerosos insectos.
En la tienda, Giles y Willow luchan con todo el poder que tienen. Giles es salvado por Buffy, de manera que para librarse de ella, Willow crea una bola de fuego y la lanza al aire, para que ataque a Andrew (Tom Lenk) y Jonathan (Danny Strong) y a todos los que los defiendan. Buffy corre tras la bola de fuego. Willow le quita a Giles todo su poder, al igual que hizo con Rack. La magia es demasiado poderosa y le hace sentir todas las emociones, todo el dolor del mundo. Es demasiado y tiene que detenerlo, desaparece de allí.
En el cementerio Xander (Nicholas Brendon), Dawn (Michelle Trachtenberg), Jonathan y Andrew intentan esconderse y ven la bola de fuego sobre sus cabezas. Andrew y Jonathan escapan, Xander queda inconsciente y Buffy y su hermana atrapadas en un agujero. Anya encuentra a Giles, que aún respira. Puede sentir a Willow, dónde está y lo que va a hacer. Puede sentir su dolor y sabe que tienen que detenerla antes de que destruya el mundo. Xander despierta y Anya llega hasta la cripta, donde les explica a las Summers y a Xander que Willow va a reactivar la estatua de una mujer demonio que cuando se active, la Tierra entera se quemará por completo. Willow se comunica telepaticamente con Buffy, explicándole que no puede dejarle el camino despejado para detenerla y tras lo declarado, invoca a unas criaturas hechas con tierra que atacan a las hermanas. Buffy, sin más elección, deja que Dawn luche con ella, sorprendiéndose de lo mucho que ha aprendido observando sus batallas.
La bruja está elevando la torre de un templo y Xander se sitúa en medio. Habla con ella sobre una historia de cuando eran pequeños en la guardería. Willow se rehúsa a escuchar, pero Xander se sigue interponiendo, declarando que no lo puede dañar y exclamándole que la quiere. A medida que más se disculpa con ella, Willow va decayendo hasta romper en lágrimas, mientras la magia negra se aparta de ella.
Los monstruos de tierra se deshacen y Buffy empieza a llorar. Declarando que quiere ver a sus amigos felices de nuevo, quiere ver a su hermana convertirse en mujer y enseñarle el mundo. Se abrazan contentas.
En la destrozada tienda de magia, Giles ha sobrevivido y le explica a Anya que siempre supo que Willow sería detenida por Xander, alegando que con la magia pura que le arrebató la bondad de Willow regresaría en si con una estimulación externa. Por su parte, Andrew y Jonathan van camino hacia México con un camionero aparentemente homosexual.
De regreso en la caverna del demonio, Spike dolorido y cansado finalmente pasa todas las pruebas y le exige al demonio que pague, cosa que el demonio le contesta al devolverle el alma al vampiro.

## Reparto

### Personajes principales
- Sarah Michelle Gellar como Buffy Summers.
- Nicholas Brendon como Xander Harris.
- Alyson Hannigan como Willow Rosenberg.
- Emma Caulfield como Anya Jenkins.
- Michelle Trachtenberg como Dawn Summers.
- James Marsters como Spike.

### Apariciones especiales
- Anthony Stewart Head como Rupert Giles.
- Danny Strong como Jonathan Levinson.
- Tom Lenk como Andrew Wells.

### Personajes secundarios
- Brett Wagner como camionero.
- Steven W. Bailey como el Demonio de la Cueva.

## Producción
En un extra del DVD el director del episodio, James Cotner, explicó que la colina donde filmaban la escena de Willow tratando de destruir el mundo, estaba soplando un viento fuerte que pegaba el rostro de Hannigan lo que la obligó a retirarse sus pupilentes negros y en respuesta los productores oscurecieron los ojos de la actriz digitalmente.

## Continuidad
Aquí se presentan los hechos que o bien influyen en la sexta temporada exclusivamente, o bien que viniendo de episodios anteriores influyen en este. Y por último, acontecimientos que ocurren en este episodio que influyen en las demás temporadas o en alguna otra temporada.

### Para todas o las demás temporadas
- La colina donde Willow trata de invocar a Proserpexa es la misma donde Angel trata de suicidarse en Amends. Aunque en este episodio por primera vez en la serie es llamada por su nombre: "el monte Kingman."
- The Magic Box es destruida.
- Es la tercera vez que se le ve a Xander representado como el "corazón" del grupo al usar el amor y los sentimientos para detener al "gran mal" de la temporada sin usar la violencia o algún superpoder. En Prophecy Girl esto es demostrado cuando usa sus sentimientos por Buffy para reanimarla pulmonarmente y revivirla. En Primaveral esto es demostrado también cuando los Scoobies en medio de un hechizo, Xander representa el "Amuns" (corazón).
- Buffy finalmente reconoce el potencial de luchadora de Dawn, lo que será elemento clave en la séptima temporada.
- Spike recupera su alma con grandes consecuencias para la séptima temporada de Buffy y la quinta temporada de Ángel.

### Para los cómics u otra de las series del buffyverso
- Datos: Q3033293